# Серехо Разафіндрамасо
Серехо Разафіндрамасо (нар. 25 липня 1986) — колишня мадагаскарська тенісистка.
Найвищу одиночну позицію світового рейтингу — 964 місце досягла 10 березня 2008, парну — 727 місце — 10 березня 2008 року.
Здобула 1 парний титул туру ITF.

## Фінали ITF (0–1)

### Парний розряд (0–1)
| Легенда          |
| ---------------- |
| Турніри $100,000 |
| Турніри $80,000  |
| Турніри $60,000  |
| Турніри $25,000  |
| Турніри $15,000  |
| Турніри $10,000  |

| Фінали за покриттям |
| ------------------- |
| Тверде (0–0)        |
| Ґрунт (0–1)         |
| Трава (0–0)         |
| Килим (0–0)         |

| Результат | W–L | Дата     | Турнір            | Рівень | Покриття | Партнерка     | Суперниці                 | Рахунок  |
| --------- | --- | -------- | ----------------- | ------ | -------- | ------------- | ------------------------- | -------- |
| Поразка   | 0–1 | Чер 2007 | ITF Аннаба, Алжир | 10,000 | Ґрунт    | Анна Савицька | Ассія Хало Самія Меджахді | 5–7, 5–7 |

## Фінали ITF серед юніорів
| Великий Шлем |
| Категорія GA |
| Категорія G1 |
| Категорія G2 |
| Категорія G3 |
| Категорія G4 |
| Категорія G5 |

### Фінали в одиночному розряді (0–1)
| Результат | W–L | Дата     | Турнір           | Grade | Покриття | Суперниця   | Рахунок       |
| --------- | --- | -------- | ---------------- | ----- | -------- | ----------- | ------------- |
| Поразка   | 0–1 | Сер 2003 | Хараре, Зімбабве | G3    | Тверде   | Kate McDade | 6–3, 4–6, 0–6 |

### Парний розряд (12–4)
| Результат | W–L | Дата     | Турнір         | Grade | Покриття | Партнерка       | Суперниці                       | Рахунок       |
| --------- | --- | -------- | -------------- | ----- | -------- | --------------- | ------------------------------- | ------------- |
| Поразка   | 0–1 | Сер 2003 | Лусака, Замбія | G4    | Ґрунт    | Sarah Aulombard | Fadzai Masiyazi Fadzai Mawisire | 6–4, 4–6, 4–6 |

## Гра за національну збірну

### Кубок Федерації
Razafindramaso made her Кубок Біллі Джин Кінг debut for Madagascar in 2016, while the team was competing in the Europe/Africa Zone Group III, when she was 29 years and 264 days old.

#### Fed Cup (1–0)
| Участь у матчах груп            |
| ------------------------------- |
| Світова група (0–0)             |
| Плей-оф Світової групи (0–0)    |
| Світова група II (0–0)          |
| Плей-оф світової групи II (0–0) |
| Europe/Africa Group (1–0)       |

| Матчів за покриттям |
| ------------------- |
| Тверде (0–0)        |
| Ґрунт (1–0)         |
| Трава (0–0)         |
| Килим (0–0)         |

| Матчів за розрядом     |
| ---------------------- |
| Одиночний розряд (0–0) |
| Парний розряд (1–0)    |

| Закритий/відкритий корт |
| ----------------------- |
| Закритий корт (0–0)     |
| Відкритий корт (1–0)    |

##### Парний розряд (1–0)
| Розіграш                                  | Стадія | Дата           | Місце               | Супротивник | Покриття | Партнерка             | Суперниці                       | W/L | Рахунок            |
| ----------------------------------------- | ------ | -------------- | ------------------- | ----------- | -------- | --------------------- | ------------------------------- | --- | ------------------ |
| 2016 Fed Cup Europe/Africa Zone Group III | Pool C | 14 квітня 2016 | Ульцинь, Чорногорія | Algeria     | Ґрунт    | Зара Разафімахатратра | Amira Benaïssa Lynda Benkaddour | W   | 6–4, 3–6, 7–6(7–1) |